# Gran Premio de San Marino de Motociclismo de 1991
El Gran Premio de San Marino de Motociclismo de 1991 fue la decimosegunda prueba de la temporada 1991 del Campeonato Mundial de Motociclismo, que había estado ausente del Mundial desde la temporada 1988. El Gran Premio se disputó el 18 de agosto de 1991 en el Circuito de Mugello.

## Resultados 500cc
En la carrera de 500 cc, victoria para Rainey con Schwantz y Doohan segundo y tercero respectivamente. Los tres pilotos lucharon en la fase inicial de la carrera y luego se separaron y consolidaron sus respectivas posiciones en meta. En la lista de participantes, la única gran novedad fue la asignación de otra wildcar para Niall Mackenzie, que después de correr el Gran Premio anterior con el equipo Roberts, es contratado por el equipo francés de Sonauto. Just Mackenzie con el quinto puesto en la carrera obtiene un mejor resultado que los dos pilotos del equipo Sonauto, Morillas y Ruggia.
| 1        | Wayne Rainey          | Marlboro Team Roberts  | Yamaha | 46:08.566  | 20 |
| 2        | Kevin Schwantz        | Lucky Strike Suzuki    | Suzuki | +2.946     | 17 |
| 3        | Mick Doohan           | Rothmans Honda Team    | Honda  | +6.066     | 15 |
| 4        | Wayne Gardner         | Rothmans Honda Team    | Honda  | +23.218    | 13 |
| 5        | Niall Mackenzie       | Sonauto Yamaha Mobil 1 | Yamaha | +33.205    | 11 |
| 6        | John Kocinski         | Marlboro Team Roberts  | Yamaha | +37.614    | 10 |
| 7        | Juan Garriga          | Ducados Yamaha         | Yamaha | +39.280    | 9  |
| 8        | Didier de Radiguès    | Lucky Strike Suzuki    | Suzuki | +39.566    | 8  |
| 9        | Doug Chandler         | Roberts B Team         | Yamaha | +52.121    | 7  |
| 10       | Jean Philippe Ruggia  | Sonauto Yamaha Mobil 1 | Yamaha | +1:15.609  | 6  |
| 11       | Eddie Laycock         | Millar Racing          | Yamaha | +1 Vuelta  | 5  |
| 12       | Marco Papa            | Cagiva Corse           | Cagiva | +1 Vuelta  | 4  |
| 13       | Cees Doorakkers       | HEK-Baumachines        | Honda  | +1 Vuelta  | 3  |
| 14       | Michael Rudroff       | Rallye Sport           | Honda  | +1 Vuelta  | 2  |
| 15       | Hans Becker           | Team Romero Racing     | Yamaha | +1 Vuelta  | 1  |
| 16       | Josef Doppler         | Doppler Racing         | Yamaha | +1 Vuelta  |    |
| 17       | Romolo Balbi          |                        | Honda  | +1 Vuelta  |    |
| 18       | Andreas Leuthe        | Librenti Corse         | Suzuki | +2 Vueltas |    |
| 19       | Helmut Schutz         | Rallye Sport           | Honda  | +2 Vueltas |    |
| Ret      | Sito Pons             | Campsa Honda Team      | Honda  | Ret        |    |
| Ret      | Michele Valdo         | Team Paton             | Paton  | Ret        |    |
| Ret      | Eddie Lawson          | Cagiva Corse           | Cagiva | Ret        |    |
| Ret      | Adrien Morillas       | Sonauto Yamaha Mobil 1 | Yamaha | Ret        |    |
| DNQ      | Nicholas Schmassman   | Schmassman Technotron  | Honda  | DNQ        |    |
| DNQ      | Larry Moreno Vacondio |                        | Honda  | DNQ        |    |
| Sources: |                       |                        |        |            |    |

## Resultados 250cc
En 250, Luca Cadalora gana la carrera alejándose de la clasificación general a su rival directo por el título, el alemán Helmut Bradl, que cae a dos vueltas del final cuando peleaba con el italiano por el primer lugar. Volvió a este Gran Premio Doriano Romboni después de la lesión en el GP de Holanda que lo forzó a saltarse tres carreras, y la entrada de Herri Torrontegui que a partir de este Gran Premio es contratado por el equipo Lucky Strike Suzuki para conducir el Suzuki RGV 250.
| Pos. | Piloto                    | Moto     | Tiempo    | Pts. |
| ---- | ------------------------- | -------- | --------- | ---- |
| 1    | Luca Cadalora             | Honda    | 39'49.345 | 20   |
| 2    | Carlos Cardús             | Honda    | +11.573   | 17   |
| 3    | Loris Reggiani            | Aprilia  | +19.913   | 15   |
| 4    | Masahiro Shimizu          | Honda    | +20.048   | 13   |
| 5    | Wilco Zeelenberg          | Honda    | +20.052   | 11   |
| 6º   | Doriano Romboni           | Honda    | +22.956   | 10   |
| 7º   | Carlos Lavado             | Yamaha   | +32.621   | 9    |
| 8    | Pierfrancesco Chili       | Aprilia  | +33.030   | 8    |
| 9    | Martin Wimmer             | Suzuki   | +34.627   | 7    |
| 10   | Jochen Schmid             | Honda    | +41.643   | 6    |
| 11   | Herri Torrontegui         | Suzuki   | +43.033   | 5    |
| 12º  | Massimiliano Biaggi       | Aprilia  | +43.039   | 4    |
| 13   | Andreas Preining          | Aprilia  | +55.913   | 3    |
| 14   | Jurgen van den Goorbergh  | Aprilia  | +55.979   | 2    |
| 15   | Stefan Prein              | Honda    | +56.103   | 1    |
| 16   | Eskil Suter               | Aprilia  | +1'02.978 |      |
| 17   | Alberto Puig              | Yamaha   | +1'03.558 |      |
| 18   | Jean Pierre Jeandat       | Honda    | +1'05.607 |      |
| 19º  | Urs Jücker                | Yamaha   | +1'06.224 |      |
| 20º  | Marcellino Lucchi         | Aprilia  | +1'09.233 |      |
| 21º  | Frédéric Protat           | Aprilia  | +1'18.735 |      |
| 22º  | Corrado Catalano          | Honda    | +1'18.821 |      |
| 23º  | Bernard Haenggeli         | Aprilia  | +1'19.211 |      |
| 24º  | Fausto Ricci              | Yamaha   | +1'21.330 |      |
| 25   | Ian Newton                | Yamaha   | +1'49.524 |      |
| 26   | Patrick van den Goorbergh | Yamaha   | +1'49.573 |      |
| 27   | Renato Colleoni           | Aprilia  | +1'49.590 |      |
| Ret  | Helmut Bradl              | Honda    | Ret       |      |
| Ret  | Stefano Caracchi          | Yamaha   | Ret       |      |
| Ret  | Renzo Colleoni            | Aprilia  | Ret       |      |
| Ret  | Àlex Crivillé             | JJ Cobas | Ret       |      |
| Ret  | Harald Eckl               | Aprilia  | Ret       |      |
| Ret  | Stefano Pennese           | Aprilia  | Ret       |      |
| Ret  | Bernd Kassner             | Aprilia  | Ret       |      |
| Ret  | Paolo Casoli              | Yamaha   | Ret       |      |
| DNS  | Erkka Korpiaho            | Aprilia  | DNS       |      |
| DNQ  | Jean Foray                | Yamaha   | DNQ       |      |
| DNQ  | José Barresi              | Yamaha   | DNQ       |      |

## Resultados 125cc
En la categoría de 125, primera victoria para Peter Öttl en un Gran Premio de 125cc. En el pasado, el piloto alemán había conseguido tres victorias en 80cc en el 1989.
| Pos. | Piloto               | Moto         | Tiempo    | Pts. |
| ---- | -------------------- | ------------ | --------- | ---- |
| 1    | Peter Öttl           | Bakker-Rotax | 37'57.546 | 20   |
| 2    | Loris Capirossi      | Honda        | +2.495    | 17   |
| 3    | Fausto Gresini       | Honda        | +2.631    | 15   |
| 4    | Ralf Waldmann        | Honda        | +2.673    | 13   |
| 5    | Alessandro Gramigni  | Aprilia      | +2.744    | 11   |
| 6    | Gabriele Debbia      | Aprilia      | +2.982    | 10   |
| 7    | Jorge Martínez Aspar | Honda        | +23.625   | 9    |
| 8    | Kazuto Sakata        | Honda        | +23.673   | 8    |
| 9    | Dirk Raudies         | Honda        | +34.708   | 7    |
| 10   | Maurizio Vitali      | Gazzaniga    | +34.944   | 6    |
| 11   | Koji Takada          | Honda        | +34.992   | 5    |
| 12   | Bruno Casanova       | Honda        | +35.012   | 4    |
| 13   | Ezio Gianola         | Derbi        | +36.447   | 3    |
| 14   | Heinz Lüthi          | Honda        | +36.474   | 2    |
| 15   | Adi Stadler          | JJ Cobas     | +36.486   | 1    |
| 16   | Antonio Sánchez      | JJ Cobas     | +36.618   |      |
| 17º  | Julián Miralles      | JJ Cobas     | +49.740   |      |
| 18   | Hisashi Unemoto      | Honda        | +1'07.777 |      |
| 19   | Kin'ya Wada          | Honda        | +1'07.928 |      |
| 20   | Hans Spaan           | Honda        | +1'07.978 |      |
| 21   | Stefan Kurfiss       | Honda        | +1'08.282 |      |
| 22   | Serafino Foti        | Honda        | +1'08.332 |      |
| 23   | Arie Molenaar        | Honda        | +1'08.386 |      |
| 24   | Johnny Wickström     | Honda        | +1'09.278 |      |
| 25   | Oliver Petrucciani   | Aprilia      | +1'10.241 |      |
| 26   | Peter Galvin         | Honda        | +1'10.702 |      |
| 27   | Emilio Cuppini       | Gazzaniga    | +1'13.960 |      |
| 28   | Jos van Dongen       | Honda        | +1'29.497 |      |
| 29   | Hans Koopman         | Honda        | +1'38.964 |      |
| 30   | René Dünki           | Honda        | +1'39.549 |      |
| Ret  | Noboru Ueda          | Honda        | Ret       |      |
| Ret  | Steve Patrickson     | Honda        | Ret       |      |
| Ret  | Oliver Koch          | Honda        | Ret       |      |
| Ret  | Alain Bronec         | Honda        | Ret       |      |
| Ret  | Nobuyuki Wakai       | Honda        | Ret       |      |
| DNS  | Carlos Giró          | JJ Cobas     | DNS       |      |
| DNQ  | Ian McConnachie      | Honda        | DNQ       |      |
| DNQ  | Manuel Hernández     | Honda        | DNQ       |      |
| DNQ  | Thierry Feuz         | Honda        | DNQ       |      |
| DNQ  | Janez Pintar         | Honda        | DNQ       |      |
| DNQ  | Javier Debón         | JJ Cobas     | DNQ       |      |
| DNQ  | Hubert Abold         | Honda        | DNQ       |      |
| DNQ  | Stefan Brägger       | Honda        | DNQ       |      |
| DNQ  | Luis Álvaro          | Derbi        | DNQ       |      |